# .dev
.dev는 구글에서 운영하는 최상위 도메인이다.
ICANN의 새로운 일반 최상위 도메인(gTLD) 프로그램에 제안되었으며 2019년 3월 1일 일반에 공개되었다..dev를 사용하려면 HTTPS가 필요하다.

## 보안
.dev 최상위 도메인은 HSTS 사전 로드 목록에 통합되어 개별 HSTS 등록이 불가하며 HTTPS가 필요하다.

## 역사
웹 개발자는 오랫동안 테스트 목적으로 내부 네트워크 내에서 .dev 최상위 도메인을 사용해 왔다. 그러나 Google이 TLD를 인수한 후 이러한 환경은 일부 최신 웹 브라우저에서 작동하지 않는다.

## 같이 보기
- 인터넷 최상위 도메인 목록